# Arrondissement de Traunstein
L'arrondissement de Traunstein est un arrondissement  (Landkreis en allemand) de Bavière   (Allemagne) situé dans le district (Regierungsbezirk en allemand) de Haute-Bavière. 
Son chef lieu est Traunstein.

## Villes, communes & communautés d'administration
(nombre d'habitants en 2006)
| Städte 1. Tittmoning (6 160) 2. Traunreut (22 048) 3. Traunstein, Große Kreisstadt (18 604) 4. Trostberg (11 703) Märkte 1. Grassau (6 341) 2. Waging am See (6 302) Verwaltungsgemeinschaften 1. Bergen (Communes Bergen et Vachendorf) 2. Marquartstein (Communes Marquartstein et Staudach-Egerndach) 3. Obing (Communes Kienberg, Obing et Pittenhart) 4. Waging a.See (Markt Waging a.See et communes Taching a.See et Wonneberg) Gemeindefreie Gebiete (86,84 km²) 1. Chiemsee (77,86 km²) 2. Waginger See (8,98 km²) | Gemeinden 1. Altenmarkt an der Alz (4 249) 2. Bergen (4 873) 3. Chieming (4 522) 4. Engelsberg (2 700) 5. Fridolfing (4 154) 6. Grabenstätt (4 185) 7. Inzell (4 375) 8. Kienberg (1 389) 9. Kirchanschöring (3 124) 10. Marquartstein (3 087) 11. Nußdorf (2 423) 12. Obing (3 958) 13. Palling (3 378) 14. Petting (2 320) 15. Pittenhart (1 647) 16. Reit im Winkl (2 406) 17. Ruhpolding (6 362) 18. Schleching (1 759) 19. Schnaitsee (3 564) 20. Seeon-Seebruck (4 499) 21. Siegsdorf (8 125) 22. Staudach-Egerndach (1 102) 23. Surberg (3 140) 24. Tacherting (5 638) 25. Taching am See (1 943) 26. Übersee (4 847) 27. Unterwössen (3 435) 28. Vachendorf (1 816) 29. Wonneberg (1 458) |